# قطعنامه ۱۸۰۵ شورای امنیت
قطعنامه ۱۸۰۵ شورای امنیت سازمان ملل متحد که در تاریخ 20 مارسet ۲۰۰۸ تصویب شد، سندی بین‌المللی دربارهٔ تهدید صلح و امنیت بین‌المللی ناشی از اقدامات تروریستی است. این قطعنامه طی نشست ۵۸۵۶ام با ۱۵ رای موافق، ۰ مخالف و ۰ ممتنع تصویب شد.